# متحف الخزف الإسلامي
تأتي فكرة إنشاء متحف الخزف الإسلامي لعرض مجموعة من روائع الخزف المصنوع على طراز العمارة الإسلامية، فالحضارة المصرية أقدم الحضارات الإنسانية علاقة بفن الخزف منذ ما قبل التاريخ وعلى مر العصور.
يحتل متحف الخزف الإسلامي الدورين: الأرضي والأول من قصر «الأمير عمرو إبراهيم» في مركز الجزيرة للفنون بالزمالك. ويرجع تاريخ تشييد القصر إلى السنوات الأخيرة من الربع الأول للقرن العشرين الميلادي. وقد تم بناؤه ليجمع بين عدة طرز معمارية حيث تستوحى عناصره المعمارية من الطراز المغربي والطراز التركي والطراز الأندلسي، مع تأثره بالطراز الكلاسيكى الأوروبى
يحتوى القصر على مجموعة قاعات ضخمة تتوسطها القاعة الرئيسية، والتي تتمركز حول نافورة من الرخام الملون – والقاعة مغطاه بقبة رئيسية فخمة، وبها مجموعة رائعة من نوافذ الزجاج الملون المؤلف بالجص. حيث تصطف على مدار المحيط الدائرى للقبة الشامخة التي تعلو البهو، فوق الطابقين الأرضى والأول للقصر.
ونوافذ الزجاج المعشق بالجص من العناصر البارزة، في العناصر الإسلامية. بالإضافة إلى العناصر المعمارية الأخرى على تنوعها : فأعمال الخرط العربي على درجة عالية من الثراء. والأسقف والحوائط محلاه بالزخارف والمقرنصات الجصية التي المليئة بالعناصر الزخرفية النباتية والهندسية والكتابات، في تشكيلات متداخلة ومتراكبة.وتظهر فيها انتكاسات الزجاج الملون

## قاعات المتحف
يتكون المتحف من مجموعة قاعات تتوسطها القاعة الرئيسية، ويوجد في مركز القاعة الرئيسية نافورة، وتتميز القاعة الرئيسية بمجموعة رائعة من نوافذ الزجاج الملون الجصي.
- قاعة الخزف الفاطمي: يحتوى المتحف على 74 قطعة من العصر الفاطمي.
- قاعة الطراز التركي: يحتوى المتحف على 96 قطعة من الطراز التركي.
- قاعة الطراز المصري المملوكي - الأيوبي - العثماني - الأموي: و يعرض في المتحف 39 قطعة من تلك الطرز.
- القاعة الإيرانية: تتواجد في الدور العلوي وتعرض قطع نادرة من الخزف الإيراني بالإضافة إلى قطع من الطراز الأندلسي والتونسي والعراقي.
- البهو: يعرض في بهو المتحف قطع نادرة على الطراز السوري.

### قاعة الخزف الفاطمي
خصصت لعرض مقتنيات العصر الفاطمي
تقع على الجانب الأيمن من باب المتحف وتأخذ شكل هندسي عبارة عن مستطيل، مدخلها على شكل صينية نصف دائرية.
جدران القاعة الفاطمية حتى المنتصف مزخرفة ببلاطات على الطراز التركي باللون الأزرق والأبيض والأحمر الطوبي وقوام الزخرفة عبارة عن شكل هندسي في وسط كل بلاطة يحيط به رسم زهور صغيرة.
وبدءًا من منتصف الجدران حتى سقف القاعة زخارف نباتية متداخلة مع بعضها «أرابيسك» ويتخلل سقف القاعة زخرفة الطبق النجمي وهي زخرفة إسلامية مشهورة بداخلة اسم الأمير عمرو إبراهيم «صاحب القصر» ويتكرر على الحائط عبارة ( ولا غالب إلا الله ) وهذه العبارة هي شعار دولة بني الأحمر في غرناطة بالأندلس وينتهى الحائط من أعلى بشريط كتابي عبارة عن آيه قرآنية.
يتوسط القاعة سفرة من الرخام وهي من أثاث القصر حيث أن هذه القاعة كانت معده لتناول الطعام ويتوسط السفرة مجرى للمياة، وقد استغلت هذه السفرة لعرض بعض المقتنيات ويوجد عليها 19 قطعة فنية، وكلها تنتمي إلى العصر الفاطمي والبريق المعدني يظهر واضحاً في هذة المقتنيات الذي اشتهر به العصر الفاطمي ولكن معظمها ينتمى إلى القرن الحادي عشر ويوجد طبق واحد عباسي ينتمى إلى القرن التاسع الميلادي.
وعلى جانبى باب القاعة توجد منضدتان من الرخام من أثاث القصر عرض على كل منهما بعض مقتنيات المتحف. وفي المواجهة يوجد منضدتين آخرتين من الرخام على كل واحدة منها معروضات أخرى للمتحف.
وإجمالى المعروض في هذه القاعة 74 قطعة فنية ينتمى معظمها إلى العصر الفاطمي وهذه القطع متنوعة ما بين أطباق وصحون وقوارير نفط وشبابيك قلل وأختام وقدور وقوام الزخارف بها متنوع ما بين زخارف حيوانية وآدمية ونباتية وهندسية.
وجميع شبابيك وأبواب القاعة مزخرفة بزخارف إسلامية وتأخذ أشكال هندسية مختلفة نادرة جداً
باب القاعة من الخشب المزخرف بزخارف إسلامية هندسية مثل زخرفة الطبق النجمى. ويوجد اتصال بين قاعة التركي وقاعة الطراز المصري «المملوكى – الأيوبى – الأموى – العثمانى» عن طريق فتحة في الحائط ويزين جانبى الفتحة زخارف نباتية عبارة عن زهرية يخرج منها أفرع نباتية وزهور وأوراق ملونة.

### قاعة الطراز التركي
خصصت لعرض مقتنيات العصر التركي
تقع على الجانب الأيسر من باب المتحف تأخذ شكل هندسي عبارة عن مستطيل. وفي مواجهة باب القاعة يوجد شباك كبير وشباك آخر على يسار الداخل من القاعة وهما من خشب الأرابيسك.
جدران القاعة حتى المنتصف مزين ببلاطات على الطراز التركي باللونين الأزرق والأبيض الأحمر الطوبى
ومن منتصف الجدران حتى السقف توجد زخارف نباتية من الجص ثم صبت على الجدران ويحد هذا الجزء من أعلى ومن أسفل شريط كتابي لعبارة متكررة وهي عبارة (ولا غالب إلا الله ). أما السقف فهو مزخرف بزخرفة الطبق النجمي.
وعلى يمين باب القاعة توجد مدفأة وهي تأخذ شكل مخروطي وتتكون من بلاطات خزفية على الطراز التركي عليه كتابة عبارة (نعمه شاملة) - ويعلوها من أعلى كتبة (ولا غالب إلا الله ) وشكل مربعات بداخل أحدهما لفظ الجلالة (الله) والأخرى به لفظ محمد. وقوام الزخرفة زخارف الأرابيسك وهي زخارف نباتية متداخلة ومتشابكة مع بعضها
تحتوى القاعة على عدد 12 فترينة مختلفة الأحجام بالإضافة إلى فترينة واحدة كبيرة تتوسط القاعة وتحتوى القاعة على عدد96 قطعة فنية أثرية تنتمي إلى العصر التركي في القرون 16-17-18 م
وهذه المقتنيات متنوعة في أشكالها ما بين أطباق وصحون وسلاطين وأباريق وأكواب وقدور وقماقم وفناجين وثقل مشكاة وبلاطات خزفية وقوام الزخرفة في هذه المقتنيات هو الزخارف النباتية بأشكالها المتعددة والزخارف الحيوانية

### قاعة الطراز المصري المملوكي - الأيوبي - العثماني - الأموي
خصصت هذه القاعة لعرض المقتنيات التي صنعت في هذا العصر وهي تقع بجوار قاعة التركي ( لا يوجد فاصل بينهما ) وهي تحتوى على بعض القطع الأثرية التي أنتجت في مصر على اختلاف الدول الإسلامية التي حكمت مصر على مر العصور مثل الأموي- الأيوبي - المملوكي - العثماني. والقاعة تأخذ شكل هندسي عبارة عن مستطيل. أرضية القاعة عبارة عن بلاطات من الرخام. سقف القاعة مزخرف بزخارف هندسية عبارة عن وحدات متكررة من زخرفة الطبق النجمي يتخللها زخارف نباتية هندسية.
الجدران حتى المنتصف مغطاة ببلاطات من على الطراز التركي ذو زخارف نباتية عبارة عن رسم أفرع نباتية متشابكة باللون الأزرق والأبيض والأحمر الطوبي ويحد هذه البلاطات من أعلى ومن أسفل صف من البلاطات باللون الأزرق الفاتح وقوام الزخرفة ورقة نباتية معدولة ومقلوبة بالتبادل.
ويوجد بهذه القاعة 6 فتارين مخلفة الأحجام لعرض 39 قطعة أثرية صنعت في العصور المصرية المختلفة ما بين أيوبي - ومملوكي -وعثماني - وأموي وهي متنوعة ما بين شمعدانات وأطباق وسلاطين وبلاطات ومشكاوات وشبابيك قلل.. إلى آخره.
وزخارف هذه القطع الأثرية تمتاز ببساطتها وهي إما زخارف كتابية أو هندسية أو حيوانية ونباتية بسيطة.
ويحتوى البهو على عدد ثماني فتارين صغيرة تحتوى على قطع أثرية تنتمي إلى العصور التركية الإيرانية والمملوكية وهي تتراوح ما بين زهريات وأباريق وسلطانية ويغلب عليها جميعا الزخارف النباتية.
ومن القطع المميزة قطعة أثرية عبارة عن إبريق ينتهي برأس حيواني (طراز إيراني ) بالإضافة إلى سلطانية تنتمى إلى العصر المملوكي عليها نص كتابي وبها ترميم.
وقد أضيفت بعض قطع الأثاث الحديث إلى البهو في أركانه مع إضافة استاند من الخشب به منصة ذو ميكرفون للندوات الثقافية والحفلات الموسيقية التي تقام في بهو المتحف مع وجود بيانو للعزف في هذه الحفلات مع وجود منضدة دائرية حديثة الصنع مصممة على الطراز الإسلامي لتتفق مع الطراز المعماري للمبنى

### البهو
في مدخل المتحف يوجد البهو الذي يأخذ شكل مستطيل تفتح عليه ابواب القاعات المختلفة وباب السلم المؤدى إلى الدور العلوى، يتوسط البهو فواره (نافورة) من الرخام تأخذ شكل هندسي بزخارف هندسية صغيرة من نفس البلاطات الرخامية.
أما الحوائط في المنتصف فهي من الرخام تأخذ أشكال مستطيلات متعاقبة يعلوها صف من زخارف الجص المصبوبة أما باقي الجدران حتى السقف فهي من الجص الأصلي التي تأخذ شكل مستطيلات في الحوائط صممت بتأثير مملوكي
يغطي سقف البهو قبة فخمة تتبع في طرازها قباب العصر المملوكي. ويفتح في رقبة القبة عدد 16 شباك من الزجاج الملون. ثم تأتي خوذة القبة وهي نصف دائرية يتدلى من وسط القبة ثريا من النحاس للإضاءة. وتوجد في أركان البهو الأربعة أربع مشكاوات من النحاس كما توجد فوق جميع أبواب القاعات في البهو زخارف إسلامية.

### قاعة الأمير
يسبقها عدد من درجات السلم يؤدى إليها وهي واحدة من أربع غرف موجودة بالدور العلوي وهذه الغرفة أو القاعة تتكون من حجرة خارجية ثم حجرة وسطى ثم حمام.
الحجرة الخارجية تأخذ شكل مربع ويوجد بأحد أضلاعها على يمين الداخل من القاعة دولاب حائطي من الخشب المطعم بالصدف وهو من أثاث القصر كما يوجد في الركن الأيسر من الحجرة نافورة من الرخام بزخارف بارزة، ويعرض في هذه الحجرة خمسة قطع أثرية : واحدة من المغرب ترجع إلى القرن 18م والأربعة قطع الباقية عبارة عن قدور من صناعة مدينة الرقة - سوريا بزخارف مطمورة ويرجع تاريخ صناعتها إلي القرن 12م.
والحجرة الوسطى تأخــذ شكـل هنـدسي مربع وهي متصلة بالحجرة الخارجية وبها فتحات للإضاءة ويعلو هذه الفتحة زخرفة قرص الشمس المشع وهذه الزخارف هي تأثير من الفن الأوروبي ويوجد على يسار هذه الحجرة كنبه بزخارف بارزة في الخشب ومذهبة وهي من أثاث القصر ويوجد على جانبها صندوق من الخشب المطعم بالصدف لحفظ المجوهرات والأشياء الثمينة. أما سقف هذه الحجرة فهو من الخشب المجلد والمذهب وهذا الأسلوب في التغطية كان منتشرا في الفترة المملوكية والعثمانية.

### قاعات مقتنيات العصر الإيراني
يتصل الدور العلوي بالمتحف بالدور الأرضي بسلم داخلي ويأخذ الدور العلوي شكل هندسي مستطيل، ويفتح في ضلعين من أضلاع المستطيل أربع أبواب. اثنين على يسار الداخل، الحجرتان اللتان على اليمين هما حجرة مدير المتحف وحجرة البرنس.
بالإضافة إلى حائطيان استقلتا لعرض قطعتين أثريتين من الطراز الأندلسي في القرن 17م. وكذا 2 سلطانية من الطراز العراقي يرجعان إلى القرن 9 م.
والقطع الأثرية من الطراز الإيراني متنوع في أشكاله ما بين سلاطين وأباريق وبلاطات بأشكال مربعة أو نجمية وقدور وأطباق وصحون وكلها تنتمي إلى خزفيات ذات بريق معدني أو خزفيات مدينة سلطان آباد أما الزخارف فهي متنوعة وهي أما حيوانية خاصة الحيوانات الخرافية أو زخارف كتابية ولا سيما اللغة الفارسية،والزخارف النباتية
وتوجد بالقاعة كنبة من الخشب بالإضافة إلى وجود صندوق من الخشب المطعم بالصدف ويوجد باب خشبي يأخذ شكل عقد نصف دائري يعلوه زخارف إسلامية من الجص المصبوب والباب نفسه مكون من ضلفتين من الخشب المزخرف بزخارف إسلامية.

## وصلات خارجية
- متحف الخزف الإسلامي.